# تضمين رياضي
التضمين في الرياضيات هو أن تتضمن بنية رياضية بنية أخرى، كأن تتضمن المجموعة مجموعة أخرى فرعية.